# Mizia
Mizia (en búlgaro: Мизия) es una ciudad de Bulgaria, capital del municipio homónimo en la provincia de Vratsa.

## Geografía
Se encuentra a una altitud de 35 m s. n. m. a 131 km de la capital nacional, Sofía.

## Demografía
Según estimación 2012 contaba con una población de 3 086 habitantes.
|         | 2004  | 2005  | 2006  | 2007  | 2008  | 2009  | 2010  |
| Mujeres | 1 899 | 1 849 | 1 824 | 1 797 | 1 759 | 1 740 | 1 693 |
| Varones | 1 820 | 1 763 | 1 730 | 1 693 | 1 645 | 1 614 | 1 596 |
| Total   | 3 719 | 3 612 | 3 554 | 3 490 | 3 404 | 3 354 | 3 289 |